# واتارو نوگوچی
واتارو نوگوچی (انگلیسی: Wataru Noguchi؛ زادهٔ ۱۸ ژانویهٔ ۱۹۹۶) بازیکن فوتبال اهل ژاپن است.